# Agrochola munda
Agrochola munda är en fjärilsart som beskrevs av Jacob Hübner 1827. Agrochola munda ingår i släktet Agrochola och familjen nattflyn. Inga underarter finns listade i Catalogue of Life.